# 釧路機場
釧路機場（日语：／ Kushiro kūkō */?）是一個位於日本北海道釧路市境內的民用機場（但有部分跑道設施跨越了與白糠郡白糠町之間的市界），根據空港整備法而被歸類為第二種機場，別名為「丹頂鶴釧路機場」（たんちょう釧路空港）。

## 歷史
- 1957年：運輸大臣宣佈將會興建民用機場及管理。
- 1961年：正式啟用，當時跑道長度為1,200公尺。
- 1973年：跑道增長至1,800公尺。
- 1989年：跑道增長至2,300公尺。
- 1996年4月26日：運動用品Alpen公司的小型飛機降落失敗，機上6名公司員工死亡。同年新客運大樓動工。
- 2000年：2,500公尺×45公尺跑道正式啟用。

## 航空公司與航點
| 航空公司                              | 目的地                        |
| ------------------------------------- | ----------------------------- |
| Air Do（HD）                          | 東京/羽田                     |
| 日本航空（JL）                        | 東京/羽田 季節性：名古屋/中部 |
| 北海道空中系統                        | 札幌/丘珠                     |
| 全日本空輸（NH）                      | 東京/羽田 季節性：大阪/伊丹   |
| 全日本空輸（NH） （由全日空之翼營運） | 札幌/新千歲                   |
| 樂桃航空                              | 季節性：大阪/關西             |

## 設施
機場客運大樓樓高3層，設施如下：
一樓
- 抵達大堂位於在機場大樓右側
- 汽車出租
- 遊客訊問處
- 自動櫃員機
- 咖啡店
- 全日空和日本航空售票處

二樓
- 禮品店和咖啡店
- 安全檢查
- 會議室
- 儲物櫃

三樓
- 畫廊
- 餐館

## 交通
釧路機場與市區中心相距約有22公里，無鐵路交通連結。機場主要的進出得仰賴私人交通或由阿寒巴士（阿寒バス）所經營的固定路線公車與機場聯絡巴士。其中機場聯絡巴士的發車點位於幣舞橋橋頭的釧路漁人碼頭MOO，途經釧路與大樂毛兩車站，往返於市區與機場之間。
钏路機場～带廣站

## 外部連結
- 釧路機場 （页面存档备份，存于）（日語）